# Margarita Isabel
Margarita Isabel Morales y Gonzalez (née le 25 juillet 1941 à Mexico (Mexique) et morte le 9 avril 2017 à Cuernavaca (Morelos)) est une actrice mexicaine de cinéma, théâtre et télévision. 

## Filmographie sélective

### Au cinéma
- 1969 : Los Recuerdos del porvenir d'Arturo Ripstein
- 1978 : Naufragio de Jaime Humberto Hermosillo
- 1979 : María de mi corazón de Jaime Humberto Hermosillo
- 1984 : Las apariencias engañan de Jaime Humberto Hermosillo
- 1987 : Tacos de oro d'Alfonso Arau
- 1992 : Como agua para chocolate d'Alfonso Arau
- 1993 : Cronos de Guillermo del Toro
- 1993 : La Ultima batalla de Juan Antonio de la Riva
- 1995 : Dos crímenes de Roberto Sneider
- 1996 : Mujeres insumisas d'Alberto Isaac
- 1997 : Reencuentros de Reyes Bercini
- 1998 : ¡Que vivan los muertos! de Joaquín Bissner
- 1999 : Mirada de la ausencia de Sandra Arau
- 2003 : La Hija del caníbal d'Antonio Serrano
- 2003 : Dame tu cuerpo de Rafael Montero

### À la télévision
- 1980 : Caminemos
- 1986 : Cuna de lobos
- 1986 : De par en par
- 1988 : El Pecado de Oyuki
- 1989 : Teresa
- 1993 : Valentina
- 1994 : Volver a empezar
- 1996 : Confidente de secundaria
- 1997 : Alguna vez tendremos alas
- 2000 : Golpe bajo
- 2005 : La Madrastra
- 2006 : Mundo de fieras
- 2007 : Palabra de mujer

## Distinctions

### Récompenses
- 1992 : Ariel d'Argent de la Meilleure Actrice dans un Petit Rôle pour Como agua para chocolate d'Alfonso Arau
- 1995 : Ariel d'Argent du Meilleur Second Rôle Féminin pour Dos crímenes de Roberto Sneider
- 1996 : Ariel d'Argent de la Meilleure Actrice dans un Petit Rôle pour Mujeres insumisas d'Alberto Isaac

### Nominations
- 1984 : nommé pour l'Ariel d'Argent du Meilleur Second Rôle Féminin pour Las apariencias engañan de Jaime Humberto Hermosillo
- 1987 : nommé pour l'Ariel d'Argent de la Meilleure Actrice dans un Petit Rôle pour Tacos de oro d'Alfonso Arau